# Condado de Marion (Texas)
O Condado de Marion é um dos 254 condados do estado americano do Texas. A sede do condado é Jefferson, e sua maior cidade é Jefferson.
O condado possui uma área de 1 089 km² (dos quais 101 km² estão cobertos por água), uma população de 10 941 habitantes, e uma densidade populacional de 11 hab/km² (segundo o censo nacional de 2000).
O condado foi fundado em 1860.